# Sébastien Siani
Sébastien Siani (Dakar, Senegal, 21 de diciembre de 1986) es un futbolista camerunés que juega de mediocampista y milita en el KSV Bredene.

## Clubes
| Club                          | País                   | Año       |
| ----------------------------- | ---------------------- | --------- |
| Union Douala                  | Camerún                | 2004-2005 |
| R. S. C. Anderlecht           | Bélgica                | 2006-2011 |
| S. V. Zulte Waregem (cedido)  | Bélgica                | 2007      |
| Union Saint-Gilloise (cedido) | Bélgica                | 2008      |
| Sint-Truidense (cedido)       | Bélgica                | 2008-2010 |
| F. C. Brussels                | Bélgica                | 2011-2013 |
| K. V. Oostende                | Bélgica                | 2013-2018 |
| Royal Antwerp F. C.           | Bélgica                | 2018      |
| Al-Jazira S. C.               | Emiratos Árabes Unidos | 2018-2019 |
| Ajman Club                    | Emiratos Árabes Unidos | 2020      |
| Royal Knokke                  | Bélgica                | 2021-2022 |
| KSV Bredene                   | Bélgica                | 2022-2023 |

## Palmarés

### Títulos internacionales
| Título                    | Club (*) | País  | Año  |
| ------------------------- | -------- | ----- | ---- |
| Copa Africana de Naciones | Camerún  | Gabón | 2017 |

(*) Incluyendo la selección.